# White Rabbit Hard Candy
White Rabbit (大白兔奶糖, Dàbáitù Nǎitáng) és una marca de caramels de llet fabricats per Shanghai Guan Sheng Yuan Food, Ltd. (上海冠生園食品有限公司, Shànghǎi Guānshēngyuán Shípǐn Yǒuxiàn Gōngsī), en la República Popular de la Xina.

## El caramel
Els caramels White Rabbit són blancs, de textura blana, i tenen forma cilíndrica d'aproximadament 3 cm de llargària i 1 cm de diàmetre, semblants a caramels occidentals com el nougat o toffee.
Cada caramel és embolicat en paper vegetal, però dins de l'embolicat hi ha una segona capa comestible, amb un paper d'arròs que cobreix el caramel. Cada caramel conté 20 calories.
A finals dels anys 70 i primers 80, es va difondre la creença que dissolent tres caramels en aigua s'obtenia l'equivalent a un got de llet.

### Història
White Rabbit es va originar a la Fàbrica de Caramels ABC de Xangai el 1943, quan un mercant de l'empresa va tastar un caramel de llet fabricat a Anglaterra. Després de mig any de desenvolupament, va poder realitzar els seus propis caramels a la fàbrica.
Els primers caramels de llet d'ABC tenien un embolicat vermell amb Mickey Mouse en l'etiqueta. Com que els preus dels caramels eren més baixos que els productes importats, ràpidament van convertir-se en un dolç molt popular.
Amb la proclamació de la República Popular, es va eliminar a Mickey Mouse en considerar-se un símbol capitalista, sent substituït per l'actual logotip amb un conill blanc i la paleta de pintura d'un artista al fons. El resultat va ser un disseny distintiu que es va fer ràpidament recognoscible. Amb el temps, el disseny del conill va evolucionar cap a un disseny neotenic, amb grans ulls en l'estil de Disney o l'anime japonès, mentre l'embolcall interior reté el seu disseny clàssic en estil art déco i un conill naturalista.
Inicialment, la producció dels caramels estava limitada a 800 kg per dia, i eren fets a mà. El 1959, els caramels van ser regalats amb motiu del desé Dia Nacional de la República Popular. El 1972, el primer ministre Zhou Enlai va utilitzar caramels White Rabbit com a regal per al president americà Richard Nixon quan va visitar la Xina.
Els caramels són exportats a més de quaranta països i territoris, incloent els Estats Units, Europa i Singapur.